# NGC 2990
NGC 2990 est une galaxie spirale intermédiaire située dans la constellation du Sextant.  NGC 2990 a été découverte par l'astronome germano-britannique William Herschel en 1786.

## Caractéristiques
La classe de luminosité de NGC 2990 est III et elle présente une large raie HI.

### Distance
Sa vitesse par rapport au fond diffus cosmologique est de 3 424 ± 24 km/s, ce qui correspond à une distance de Hubble de 50,5 ± 3,6 Mpc (∼165 millions d'al).
À ce jour, 13 mesures non basées sur le décalage vers le rouge (redshift) donnent une distance de 36,077 ± 8,608 Mpc (∼118 millions d'al), ce qui est à l'extérieur des valeurs de la distance de Hubble. Notons cependant que c'est avec la valeur moyenne des mesures indépendantes, lorsqu'elles existent, que la base de données NASA/IPAC calcule le diamètre d'une galaxie et qu'en conséquence le diamètre de NGC 2990 pourrait être d'environ 19,7 kpc (∼64 300 al) si on utilisait la distance de Hubble pour le calculer.

### Classification
Seul le professeur Seligman classe cette galaxie comme une spirale intermédiaire et l'image de l'étude SDSS lui donne raison, car on y distingue nettement la présence d'un début de barre au centre de la galaxie.